# Sørøya
Sørøya (nordsamisch: Sállan, deutsch: „Südinsel“) ist eine Insel in der norwegischen Provinz Finnmark und liegt nördlich des arktischen Polarkreises. Sie ist mit 811,5 Quadratkilometern Fläche etwas kleiner als Rügen und die viertgrößte Insel Norwegens. Dabei ist Sørøya die größte Insel Norwegens ohne eine Anbindung ans Festland über Brücken oder Tunnels. Sie liegt rund 20 Kilometer westlich von Hammerfest und ist etwa 16 Kilometer vom Festland entfernt. Von der Insel Seiland trennt sie eine rund vier Kilometer breite Meeresstraße, der Sørøysundet.

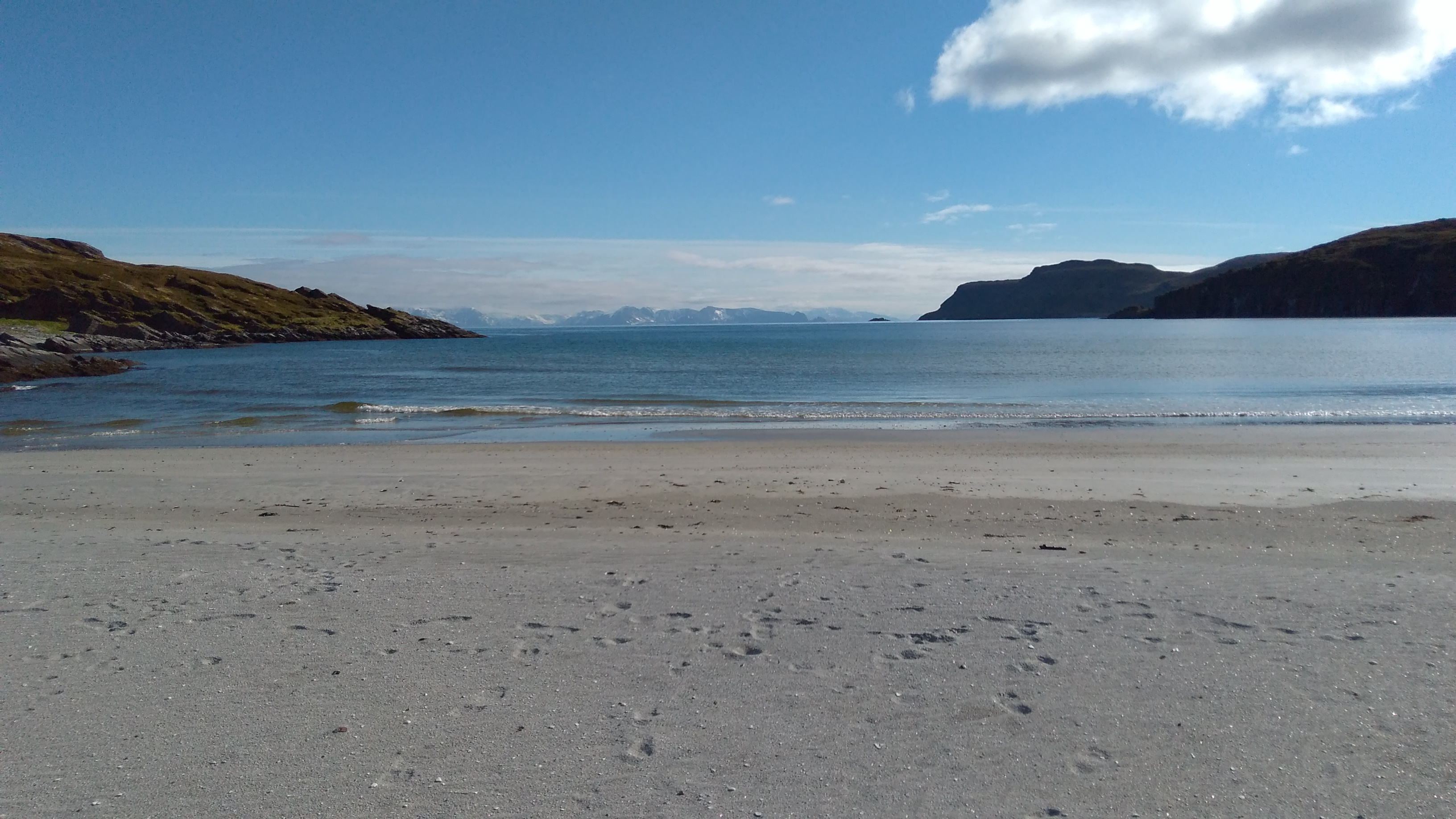
Sandvika auf Sørøya, Kommune Hasvik

Der Westen der Insel bildet den Hauptteil der Kommune Hasvik mit allen bewohnten Siedlungen der Gemeinde. Der Osten gehört zur Kommune Hammerfest. Der größte Teil der etwas über 1000 Einwohner der Insel lebt in Hasvik und den Siedlungen an der Westküste, wo sich auch das Verwaltungszentrum Breivikbotn befindet. Im Südwesten der Insel befindet sich der Flughafen Hasvik. Es gibt eine Fährverbindung von Hasvik nach Øksfjord, von wo aus der Riksvei 882 nach Süden zur Europastraße 6 führt.
Der Nordosten der Insel ist nur spärlich besiedelt und durch eine Fähre mit Hammerfest verbunden, die auch die weitgehend weglosen Siedlungen miteinander verbindet. Die größte Siedlung in diesem Hammerfester Teil der Insel ist Akkarfjord, ein Fischerdorf mit rund 80 Einwohnern.